# Японская поэзия
Японская поэзия — важнейшая часть японской литературы. Наиболее ранние стихотворения сочиняли на старояпонском языке, затем поэтическая традиция разделилась на китаизированную канси и японскую вака. Современная поэзия попала в Японию в конце XIX века, однако классические жанры продолжают существовать и развиваться.
Под японской поэзией понимается как поэзия, созданная в Японии, так и поэзия, сочинённая японцами. Поэтические традиции рюкюсцев и айнов до завоевания Японской империей развивались отдельно, затем они влились в общеяпонскую традицию, но продолжают сохранять некоторую автономию.
По форме большинство жанров включали последовательности из 5 и 7 мор, с частой аллитерацией и ассонансом. Рифма почти не используется, так как японские слоги кончаются либо на один из пяти гласных, либо на «н», что делает рифмование слов тривиальным. При записи японские стихи оформляли в одну или несколько строчек, не обязательно ориентируясь на последовательности мор, и часто окружали рисунками.
На протяжении всей истории Японии поэзия занимала центральное место в её культуре. Большинство японских стихов относится к лирической поэзии, причём стихи на японском ещё более лирические, чем китайские, в которых чаще затрагивали вопросы философии. Обычные темы — смена времён года, природа, любовь, реже — путешествие.

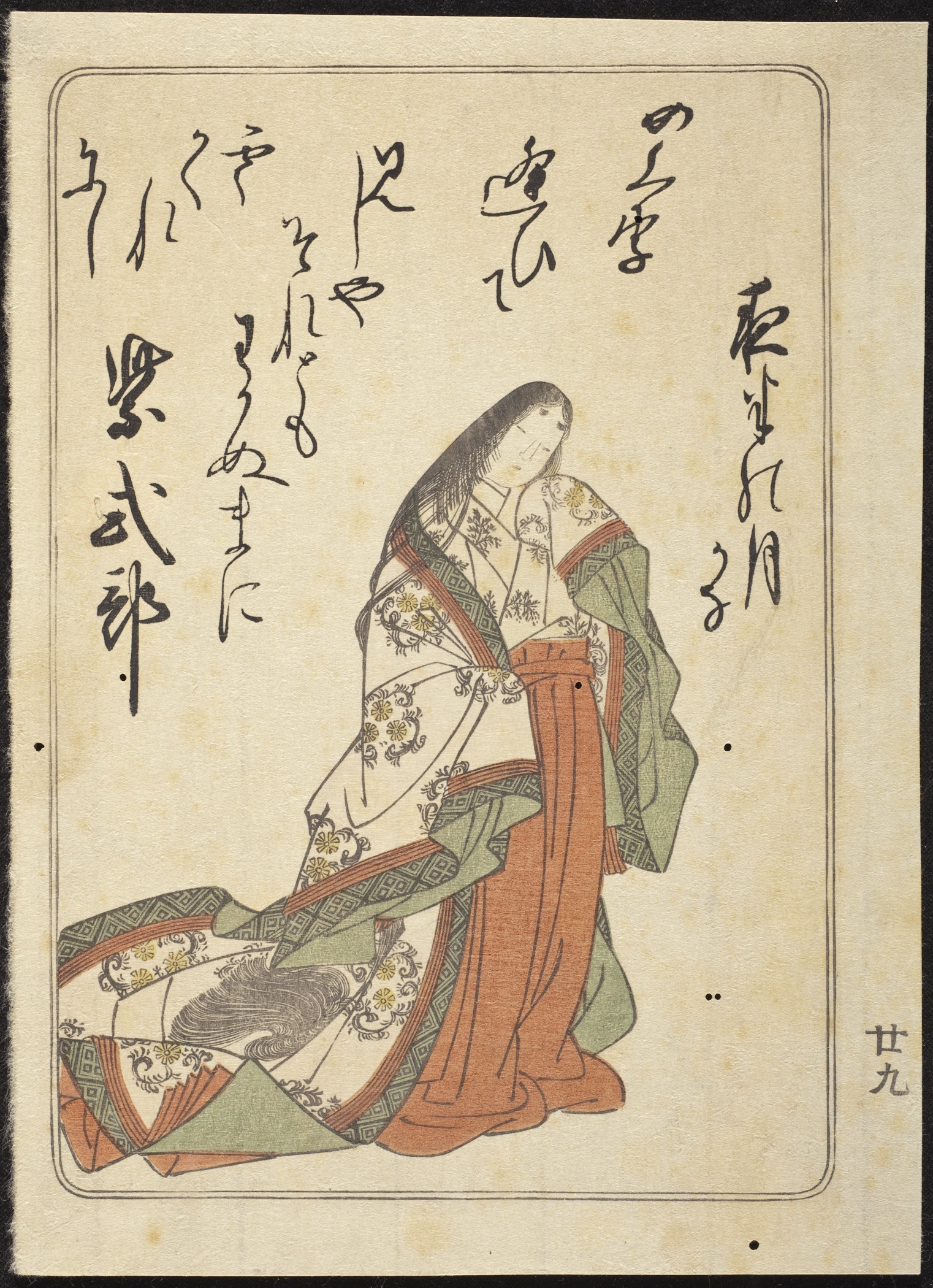
Портрет Мурасаки Сикибу вместе с её стихотворением. Кацукава Сюнсё
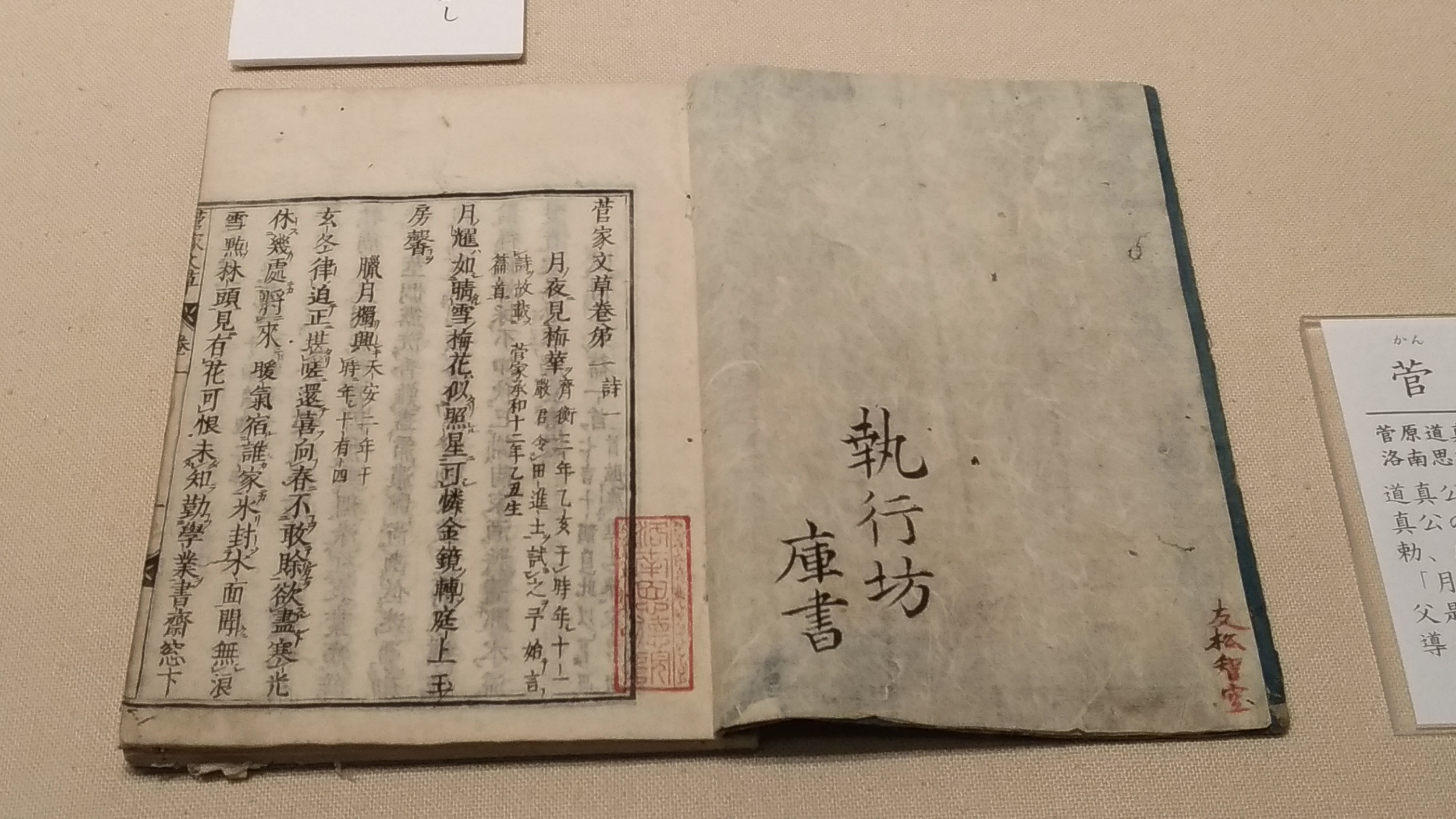
Стихи-канси Сугавары-но Митидзанэ, период Эдо
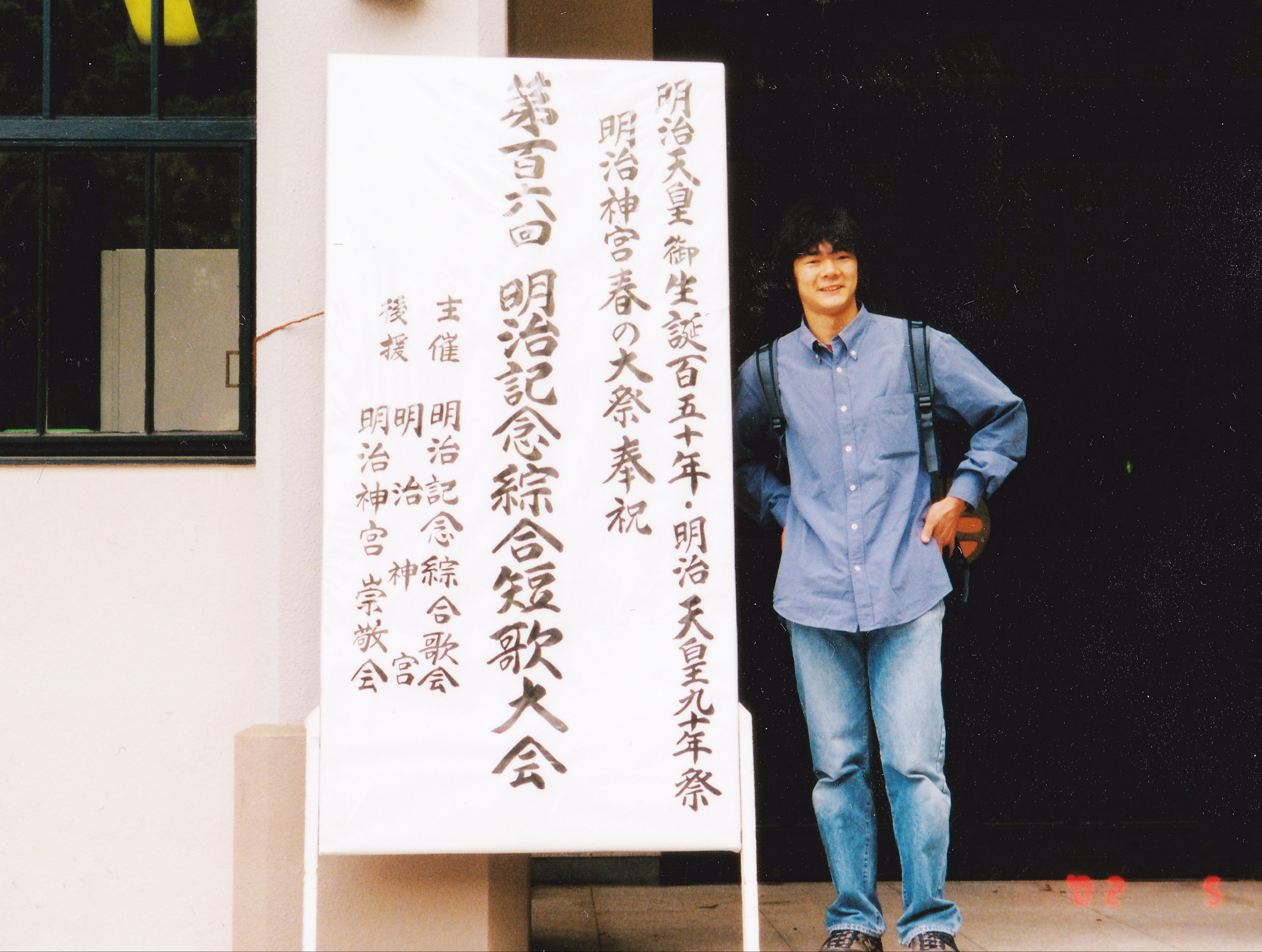
Современный автор вака, Синъитиро Хагихара[яп.], на поэтическом конкурсе

## Терминология
Японская поэзия содержит две крупные традиции: стихи на японском и на классическом китайском языках. Произведения на японском называются вака (яп. 和歌, буквально «японские стихи / песни»), ямато-ута (яп. 和歌, те же иероглифы, прочтённые по-японски) или просто ута (яп. 歌); китайские стихотворения именуются канси (яп. 漢詩, буквально «китайские стихи»), то же слово обозначает в японском и поэзию Китая. Из-за этой омонимии возник терминологический раскол: одни литературоведы считают канси частью большой китайской поэтической традиции вместе со стихами Кореи, Вьетнама и Китая на любом китайском языке, другие же утверждают, что их правильнее группировать вместе с другими произведениями японской литературы.

## Древняя Япония

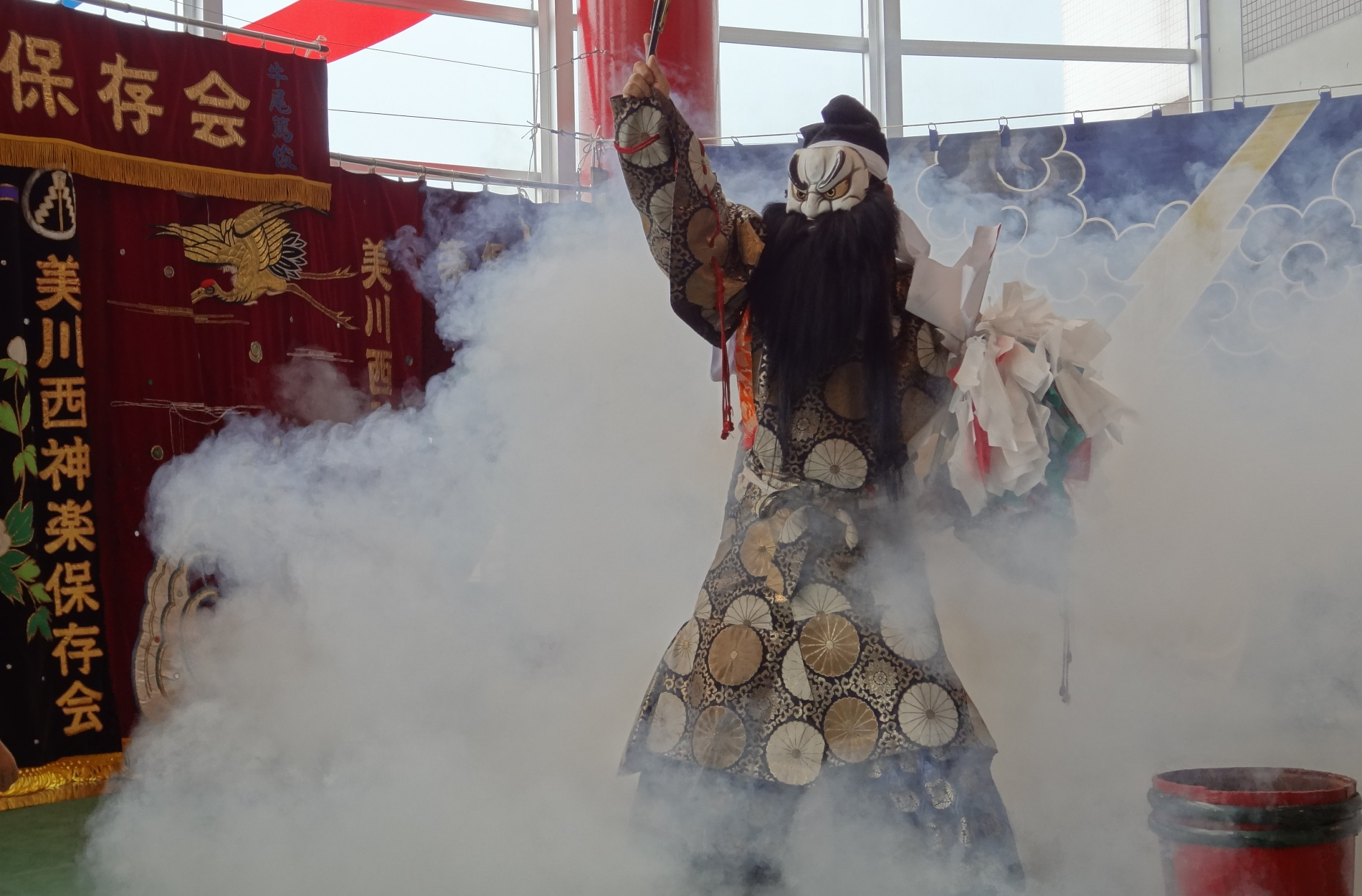
Актёр в роли Сусаноо, танец ивами-кагура

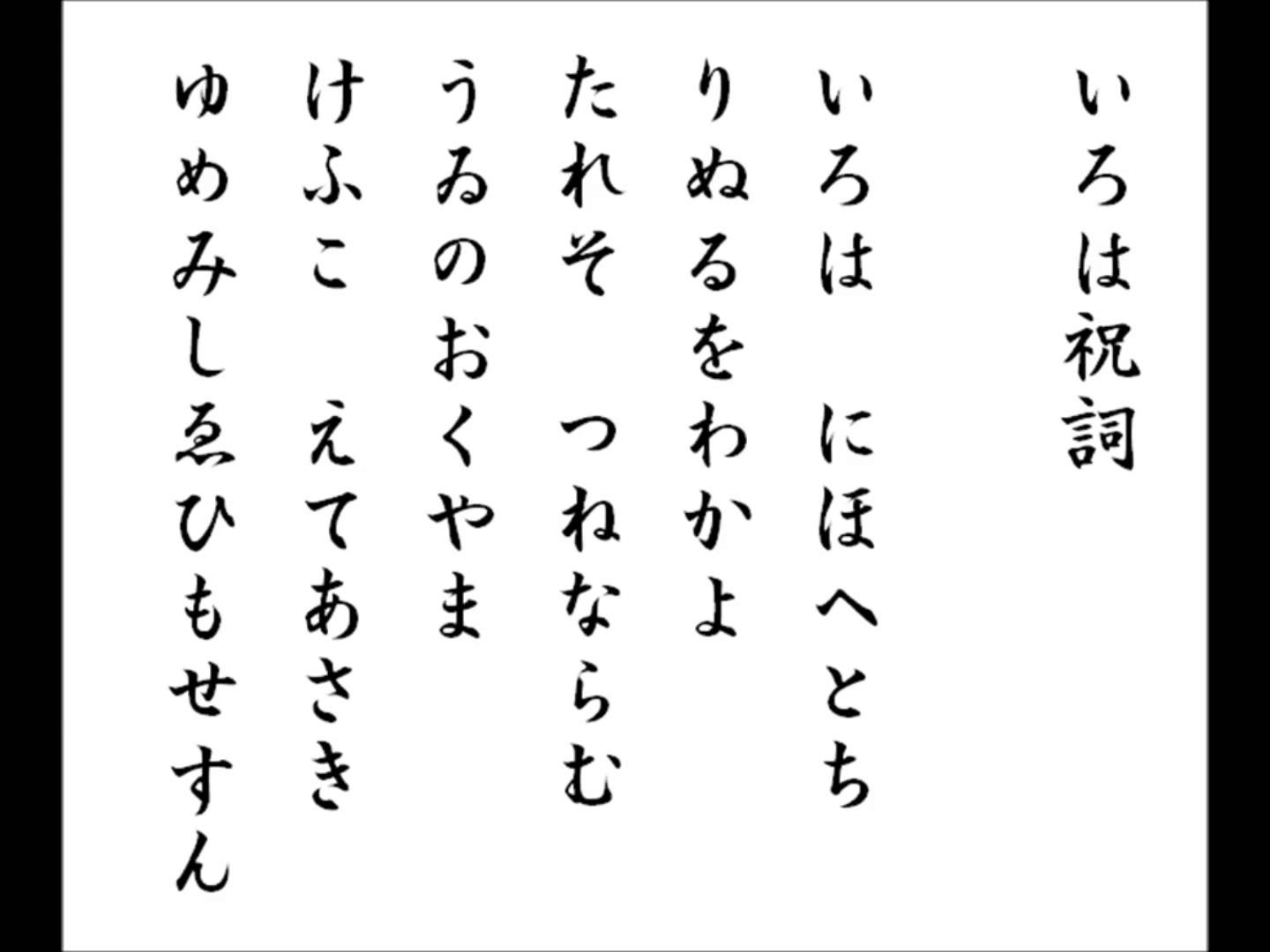
Ироха, стихотворение-панграмма X столетия

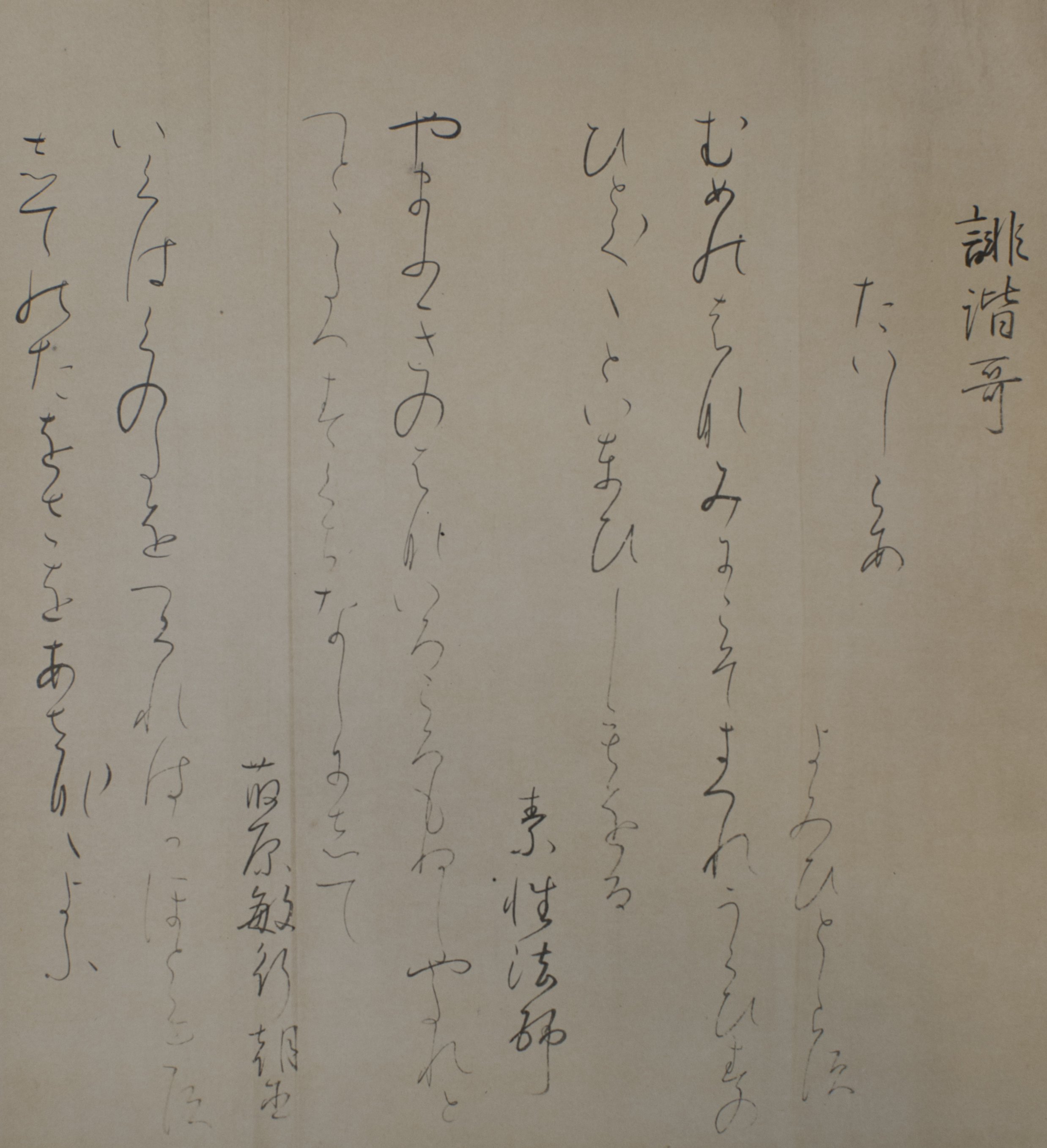
Старейший сохранившийся свиток Кокинсю, период Хэйан

Первоисточником японской поэзии традиционно считались ками; согласно одной из легенд первым поэтом был Сусаноо. Самые ранние известные японские стихи представляли собой тексты песен и синтоистских молитв-норито; структурно они были верлибрами и прославляли повседневную жизнь, любовь, благоговение перед природой и военные победы. Китаизированная поэзия появилась в Японии после контакта с Китаем, и к правлению императора Тэндзи (660-е годы) уже была обычным занятием.
Наиболее ранним поэтическим сборником был Кайфусо, там содержались стихотворения-канси, составленные японцами на классическом китайском языке; Манъёсю — старейший сборник, содержащий помимо канси ещё и стихи-вака. Первой придворной антологией японской поэзии был сборник Кокинвакасю, датируемый 905 годом, однако несколько стихотворений-песен (яп. 歌 ута) вошли в Кодзики (около 712 года), написанный в основном классическим китайским языком. Частные поэтические антологии выходили в огромном множестве. Важнейшие собрания канси — Рёунсю (814), Бунка-сюрэйсю (818) и Кэйкокусю (827), а также антология произведений Сугавары-но Митидзанэ (845—903) и сборник Вакан-роэйсю, сочетавший вака и куплеты-ку. В этот же период японцы узнали о Бо Цзюйи, который стал самым любимым китайским поэтом в Японии.
Несмотря на большое влияние китайской культуры на японскую, в вака использовались только исконно японские слова, без китаизмов; их стали включать только в Новое время. В VII—VIII веках доминирующей поэтической формой стали разновидности ваки, тёка и танка; в них уже считали моры. Тёка представляет собой любое количество повторений пары последовательностей из 5 и 7 мор, к которым в конце добавлено ещё две последовательности из 7 мор, а танка — 5-7-5-7-7 мор. В период Нара тёка потеряла популярность, а танка стала главной стихотворной формой Японии. Другие ранние жанры, — сэдока, 5-7-7-5-7-7 мор; катаута, 5-7-7 мор; буссокусэкика, 5-7-5-7-7-7 мор, — исчезли в Средние века.
В отличие от вака, канси могли быть любой длины и иметь любую тему, что особенно ценили их создатели. Среди ранних жанров канси были рифмованная проза бун, проза без рифмы хицу, ритмическая проза со стихотворными вставками фу, куплеты ку. Наибольшей популярности в Японии добился жанр си, представлявший собой 8 строк по 5 или 7 иероглифов, которые должны были рифмоваться между собой; при этом японские поэты, как и китайские, ориентировались на классические словари рифм, а не на реальное произношение в современном им китайском языке, либо то, как стихи читали вслух по-японски. Ши также имел собственные подвиды: в самых ранних стихах не учитывались тона, позже в Японию попал жанр люйши («рисси»), где тоны уже влияли на рифмовку; катрены цзюэцзюй (яп. дзэкку) и стихи неопределённой длины пайлюй.

## Средние века и Новое время

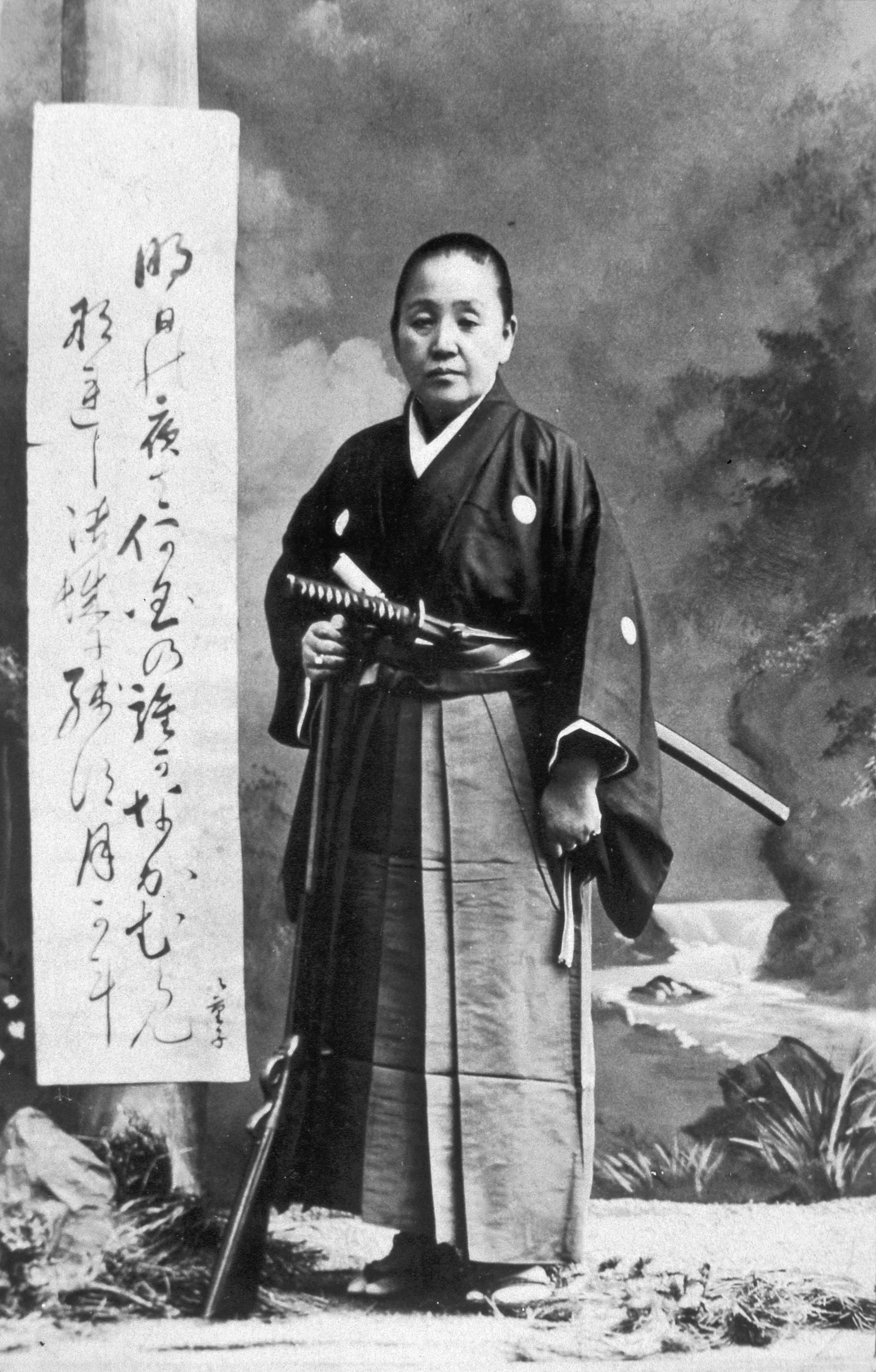
Воительница и поэтесса Ниидзима Яэ с оружием и собственной вакой

Средневековье, продлившееся в Японии с XII до XVII века, было временем расцвета поэзии-вака. Китайская поэзия преимущественно была уделом образованных мужчин, тогда как стихи-вака сочиняло всё высшее общество. Проводились поэтические дуэли, большую популярность получила придворная поэзия, которую сочиняли на важные даты. Вместо личного общения знать обменивалась стихами, что было особенно важно для знакомств с целью вступления в брак, так как мужчины и женщины аристократических слоёв крайне редко могли видеться лично. В этот период поэтесс ценили не меньше, чем поэтов, наиболее известными поэтессами были Идзуми-сикибу, Акадзомэ Эмон, Мурасаки-сикибу и Сэй-сёнагон. Среди авторов канси известность получила только одна женщина, Эма Сайко. Поэзия стала более меланхоличной, с большим влиянием буддийского принципа непостоянства. Ценились стихи, выражавшие философские идеалы моно-но-аварэ, мияби и эн.
Ближе к концу периода Хэйан буддийские танки стали считаться отдельным жанром и именоваться сяккёка, крупнейшие сборники поэзии-сяккёка — Госюи-вакасю и Син кокин вака-сю. После войны родов Тайра и Минамото и установления сёгуната Камакура в Японии стал набирать популярность дзэн-буддизм, который находился в постоянном диалоге с Китаем, и к 14 столетию дзэнские монастыри стали центрами китаизированной поэзии. Монахи часто сочиняли как религиозные поэмы-гэдзю, так и более свободные по тематике стихи-ши. Среди наиболее известных монахов-поэтов — Кокан Сирэн, Сэссон Юбай, Гидо Сюсин, Дзэккай Тюсин, Иккю Содзюн.
В XIV веке искусство совместного сочинения сцепленных между собой танок, рэнга, достигло больших высот, поэты разработали сложные правила составления строф и собирались вместе для коллективного стихотворчества. Среди крупнейших поэтов этого жанра были монахи Синкэй и Соги. Параллельно стали развиваться «несерьёзные» жанры: сатирическая танка-кёка, а также хайку, мастером составления которых был Басё, также известны Ёса Бусон и Кобаяси Исса. К началу периода Эдо рэнга, кёка, хайкай и хайку затмили классические серьёзные танки. Басё превратил изначально комический жанр хайку в ведущий лирический, основанный на пейзажной лирике, и вложил в него философское содержание. Поэзия и эстетика Басё существенно повлияли на японскую литературу того времени, «стиль Басё» определил развитие японской поэзии почти на 200 лет. В середине XIX столетия о статусе хайку шла обширная дискуссия: одни считали его не литературным жанром, а философским течением, имеющим исключительно японскую сущность; в то же время, простолюдины писали хайку для развлечения.
Стихи-вака существовали не только в изоляции, но и включались в произведения других жанров: моногатари с поэзией (ута-моногатари) и обычные моногатари (Повесть о Гэндзи содержит несколько сотен вака), поэтические дневники, театральные постановки но. Японская поэзия находилась в диалоге с комментаторами, составлявшими критические эссе о стихах. С течением времени вака распространились в самурайском сословии и среди простолюдинов, которые также присоединились к числу критиков. Басё включал техники хайкай в свои прозаические произведения, что породило жанр хайбун.
В первый век правления клана Токугава канси пришёл в упадок, единственные известные поэты этого времени — Исикава Дзёдзан и Хаяси Радзан, однако ситуация кардинально изменилась после того, как Токугава приняли конфуцианство в качестве официальной идеологии. Китайскую литературу стали активно изучать и создавать новые произведения: по количеству новых канси этот период перегнал все остальные, свою роль в этом сыграл неоконфуцианский мыслитель Огю Сорай, считавший создание литературы на китайском важнейшим делом. В XVIII столетии канси сочиняли горожане и самурайского сословия, и торгового, среди крупнейших поэтов были Кан Тядзан, Рёкан и Рай Санъё.

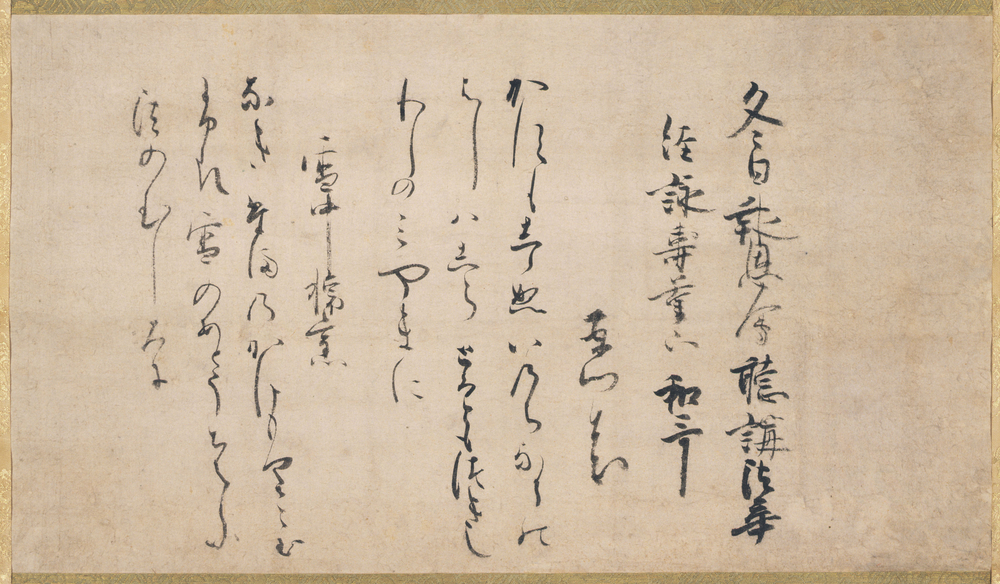
Танки Дзиэна, XIII век
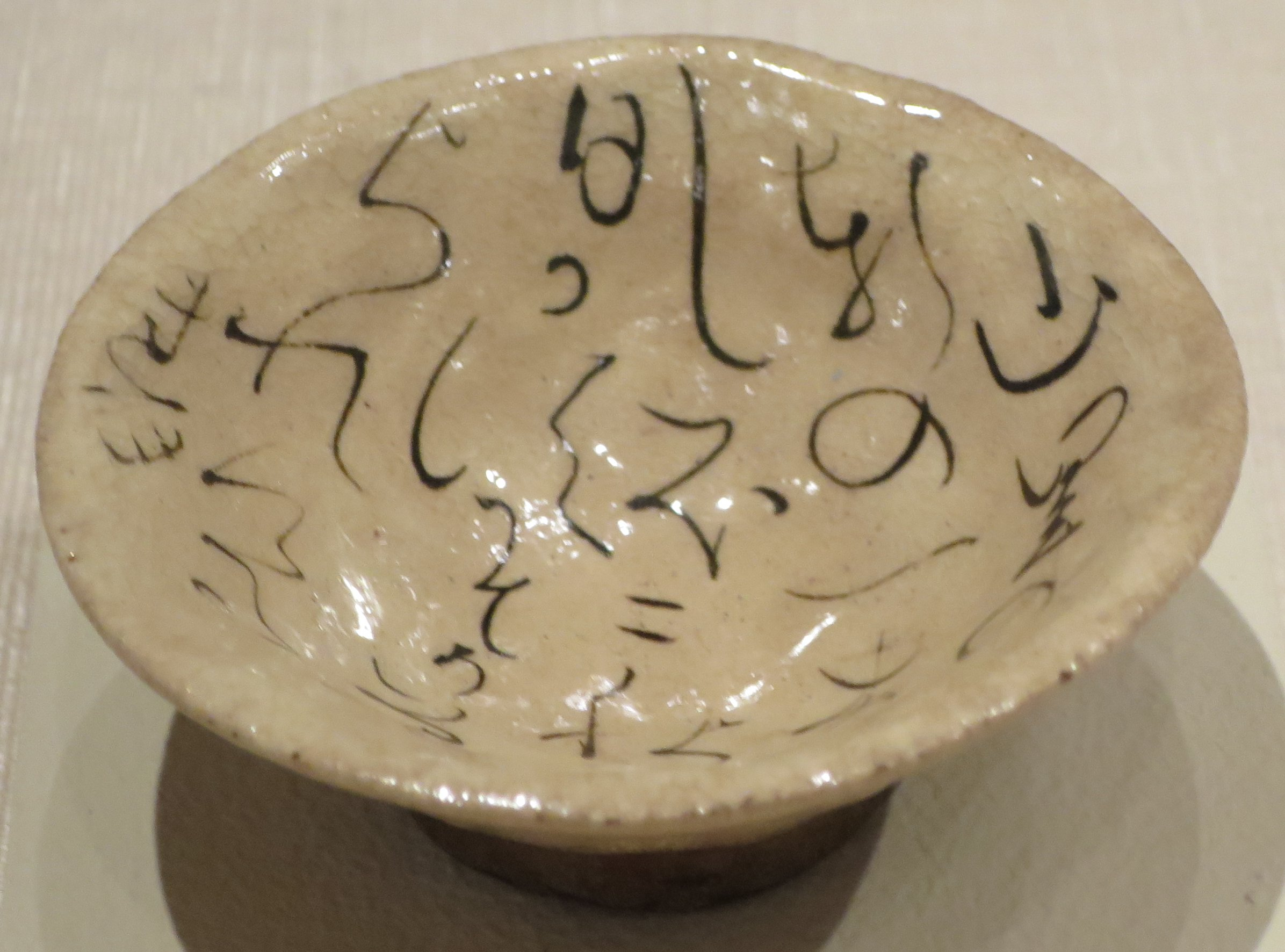
Чашка для сакэ, украшенная стихом-вака поэтессы Отагаки Рэнгэцу[англ.]
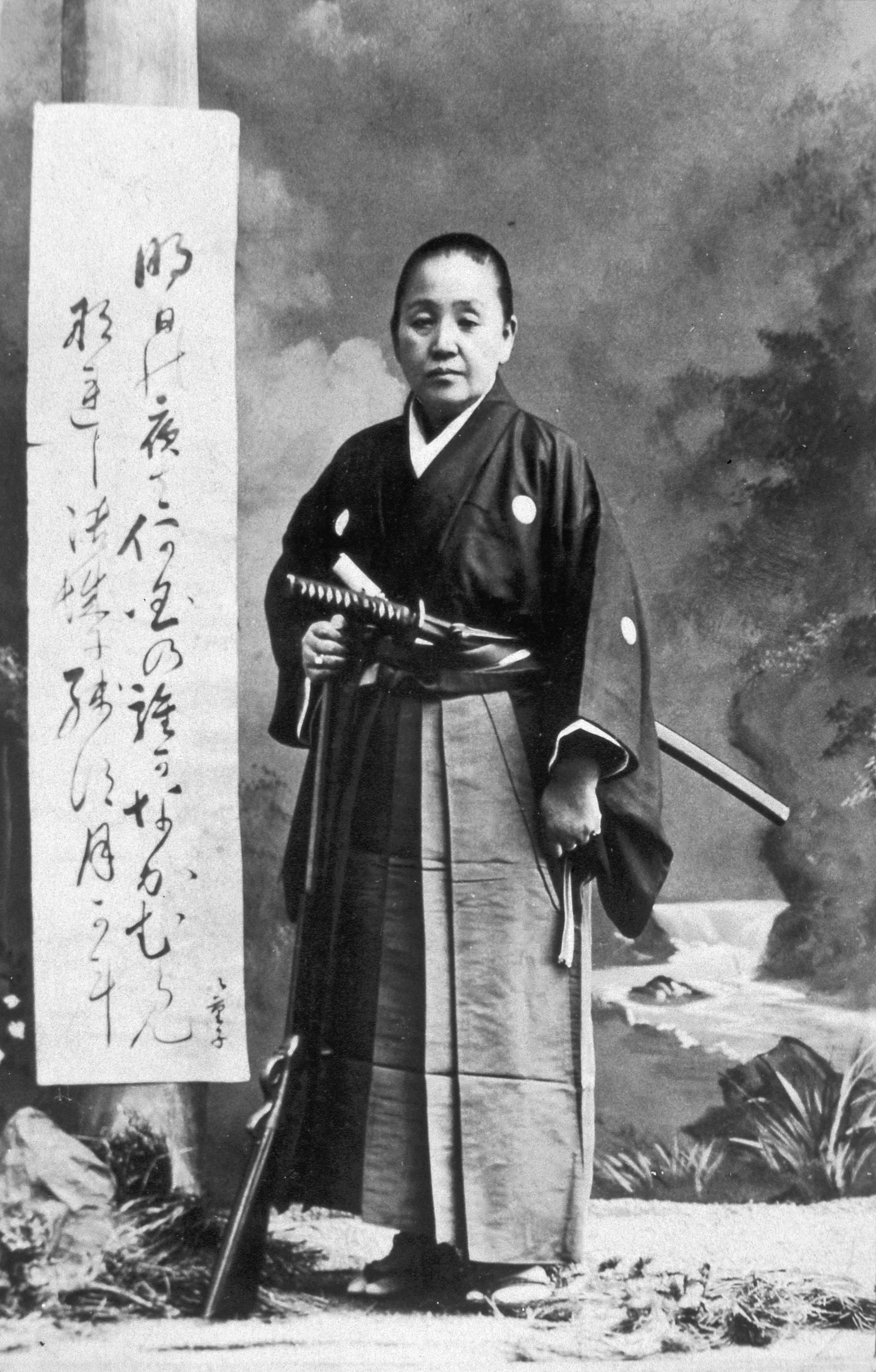
Воительница и поэтесса Ниидзима Яэ[англ.] с оружием и собственной вакой
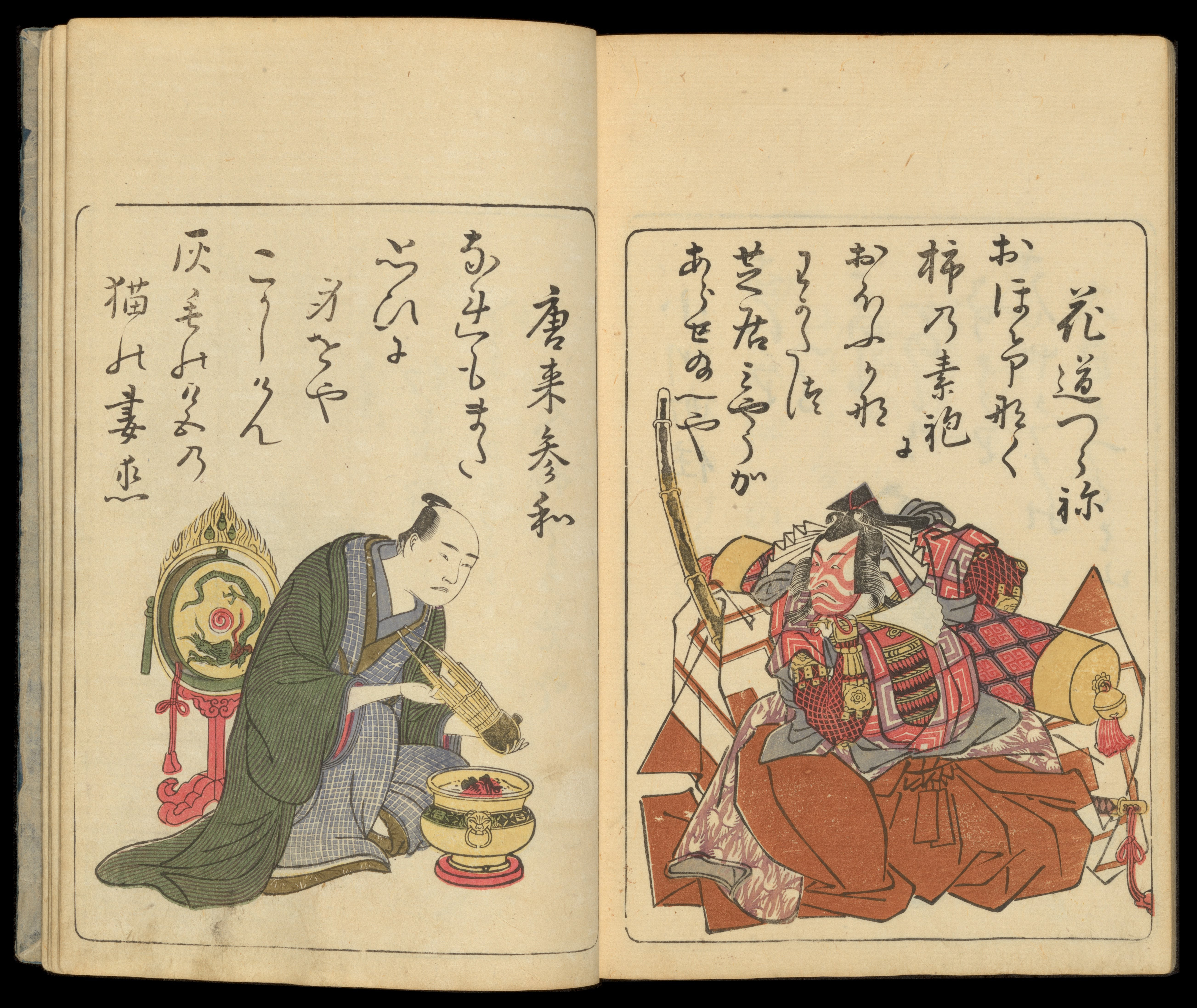
Страница сборника стихов-кёка

## Период Мэйдзи и далее

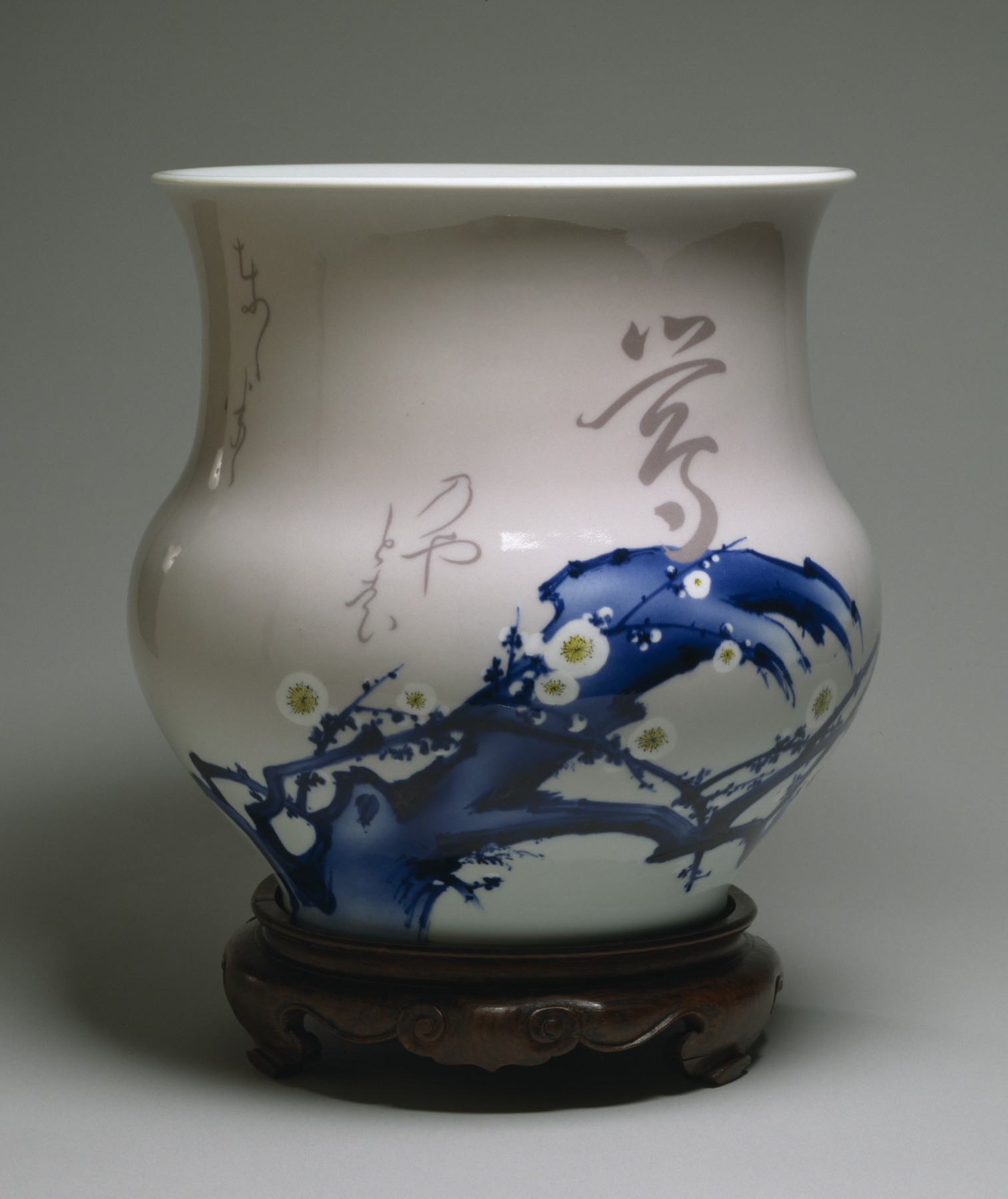
Ваза Миядзавы Кодзана со стихотворением Ки-но Найси

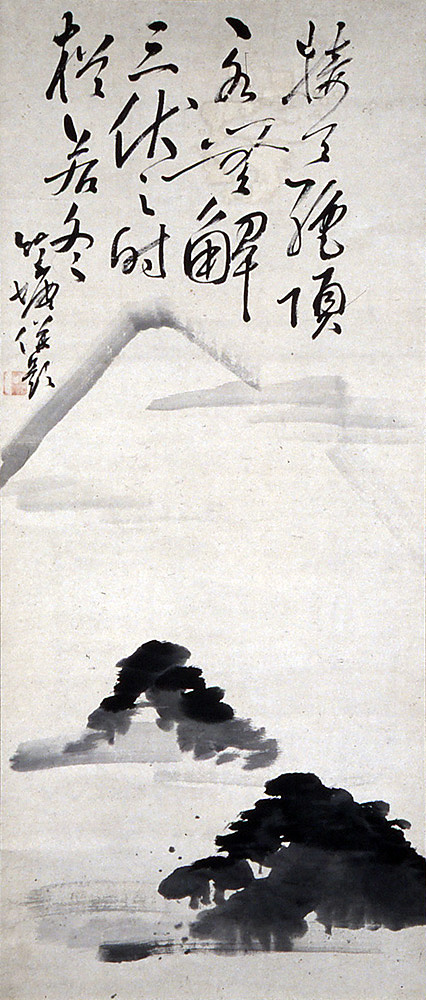
«Фудзи» и стих-канси. Ямамото Татэваки

Насильственное открытие Японии миру привело к появлению там европейских и американских стихов, а затем — возникновению собственной современной поэтической традиции. Первая антология современной поэзии, содержавшая переводы с английского и других языков, Синтайси-сё, вышла в Японии в 1882 году, на этом раннем этапе на японскую поэзию сильно повлиял французский символизм, затем — сюрреализм.
«Новая поэзия» опиралась на переводы западных стихотворений, произведений Шекспира, Лонгфелло и других авторов, на традицию свободного стиха в китаизированной традиции канси, а также переводы детской литературы на японский. Первым крупным поэтом, перешедшим на сочинение свободного стиха, был Тосон Симадзаки, первые собрания стихов, состоящие исключительно из новой поэзии на разговорном японском, выпустили Суймэй Каваи и Рюко Кавадзи. Нацумэ Сосэки и Тояма Масакадзу писали эссе, в которых призывали сочинять стихи только на современном языке, однако многие поэты комбинировали его с классическим, либо писали на них попеременно.
Члены императорской семьи и приближенные к ним лица продолжали сочинять вака в старом стиле, вместе со школой Оутадокоро. В оппозиции им находились молодые реформаторы Отиай Наобуми, Тэккан Ёсано, Масаока Сики и Акико Ёсано; последние двое также обновляли жанр хайку. Многие из них призывали заимствовать форму и содержание у верлибров, проникших из-за границы. Наиболее радикально выступали дадаисты и сюрреалисты, такие как Синкити Такахаси и Дзюндзабуро Нисиваки.
Деятельность Масаоки Сики в жанре хайку пришлась на усугубившийся появлением западной поэзии кризис; он опубликовал несколько критических эссе, в которых утверждал, что большинство классических произведений, включая стихи Басё, представляет собой словесный мусор, и для того, чтобы преодолеть застой в жанре, нужно оценивать хайку по тем же критериям, что и другие литературные произведения. Его последователи разделились на две школы: Кёси Такахама, выпускавший журнал Хототогису, считал, что традиционная форма с 5—7—5 морами и сезонными словами должна сохраняться, а Хэкигото Кавахигаси спорил с ним, предпочитая свободный стих; оба утверждали, что являются преемниками Масаоки. В школу Такахамы входили Дакоцу Иида и Кидзё Мураками, сочинявшие классические хайку о природе и животных, а в школу Кавахигаси — экспериментаторы Иппэкиро Накацука и Сэйсэнсуй Огивара. К 1930-м годам обновленческие настроения достигли и «Хототогису»: Сюоси Мидзухара и Сэйси Ямагути направили журнал в более модернистском направлении, ближе к верлибру.
Первый сборник танка пера Акико Ёсано потряс литературные круги: она свободно говорила о женской сексуальности и использовала никогда ранее не виданные в японской поэзии приёмы. Лидирующим журналом новой поэзии был «Мёдзё», который в 1910-х годах уступил место журналу «Арараги», публиковавшему произведения в стилистике натурализма. Наиболее знаменитым поэтом этого периода был Такубоку Исикава, он ввёл в моду писать танка в три строки и много рассуждал в своих произведениях на экзистенциальные темы, также выделялись Мокити Сайто, модернист и сюрреалист Самио Маэкава.
В 1920-х годах Синобу Оригути объявил, что танка скоро исчезнет, однако настоящей угрозой традиционным жанрам стал японский милитаризм, предшествовавший Второй мировой войне: выходившие из-под пера Маэкавы, Сайто и других поэтов произведения отличались не только крайней ксенофобией, но и низким качеством. Танка и хайку стали ассоциироваться с японским традиционализмом, что вызвало отвращение у многих авторов. Критики Ёсими Усуи и Такэо Кувабара атаковали танка и хайку, утверждая, что они исчерпали себя и неспособны выразить чувства современных людей, в пику им Ёсими Кондо и Сюдзи Мия стали писать танка, в которых выражали свои мысли по поводу американской оккупации.
Ведущим поэтом-авангардистом послевоенного периода был Кунио Цукамото, он много работал над повышением престижа жанра танка; над новыми хайку работали Кусатао Накамура и Тота Канэко. После капитуляции Японии многие поэты пытались скрыть свои милитаристские стихи, вымарывая их из сборников, в ответ на что критики начали искать и обнародовать их; лидером этого движения был Такааки Ёсимото.
К 1960-м годам претензии к жанрам танка и хайку в основном улеглись, появились новые поэты, такие как Сюдзи Тэраяма, Акико Баба, Харуки Кадокава и Киёко Фудзики (вообще среди новых лиц в японской поэзии очень много женщин). Среди авторов верлибров выделяется группа Арэти, члены которой заявляли, что после поражения Япония стала пустынной, и там нужно писать только свободные стихи, разбирающиеся с травмой войны и оккупации; в неё входили Рюити Тамура, Нобуо Аюкава, Сабуро Курода, а позже и критик Такааки Ёсимото. Им вторили поэтессы Норико Ибараги и Рин Исигаки, которые при этом фокусировались на роли женщин в обществе и повседневности. Другая группа поэтов устала от политической тематики, сосредоточившись на поэтике японского языка и его ограничениях: сюрреалист Минору Ёсиока и его последователи Сироясу Судзуки и Сёити Нэдзимэ искали и нарушали границы дозволенного в поэзии, описывая секс и насилие. Писательница Такэко Томиока привнесла в 1960-х годах в свободный стих новую форму: длинные диалоговые стихи, которые назвала «моногатари»; они привлекли таких авторов как Ёко Исака, Ясуо Ирисава и Кадзуко Сираиси.
В 1980-х годах Мати Тавара вызвала взрывной рост популярности поэзии-вака, в которой полностью порвала с классической традицией. Вместе с тем, традиционные стихи-танка изучают в школах, многие поэты начинают писать с имитации классических произведений. Канси также продолжают сочинять, в частности, писатель Нацумэ Сосэки писал по одной в день до самой смерти. Выдающиеся поэты конца XX века — Сюнтаро Таникава, Ёдзи Аракава, Коити Иидзима, Масато Инагава, Такаси Хираидэ и Хироми Ито.
В XX веке хайку и рэнга получили распространение за пределами Японии, их начали составлять на других языках.

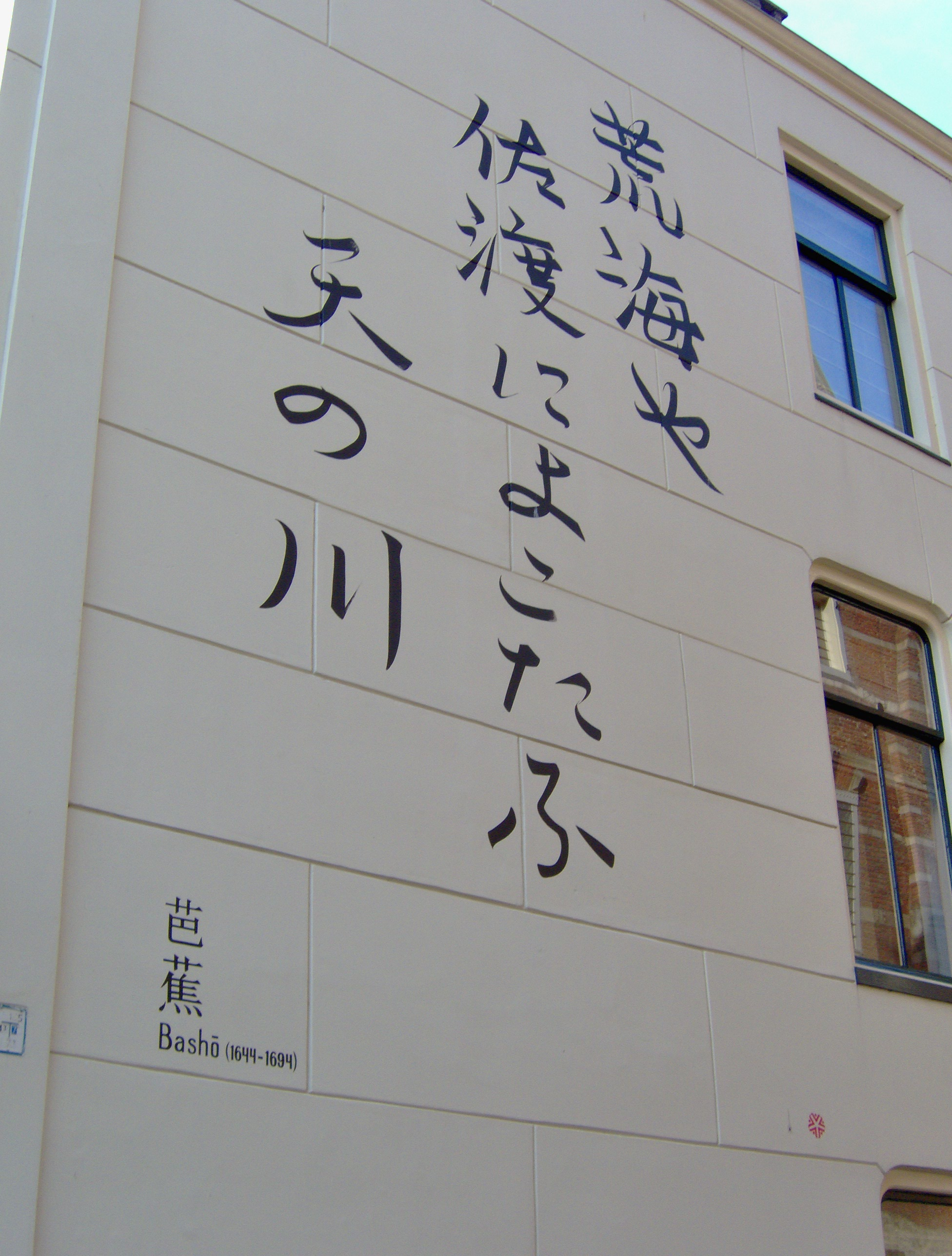
Стихотворение Басё на стене в нидерландском Лейдене
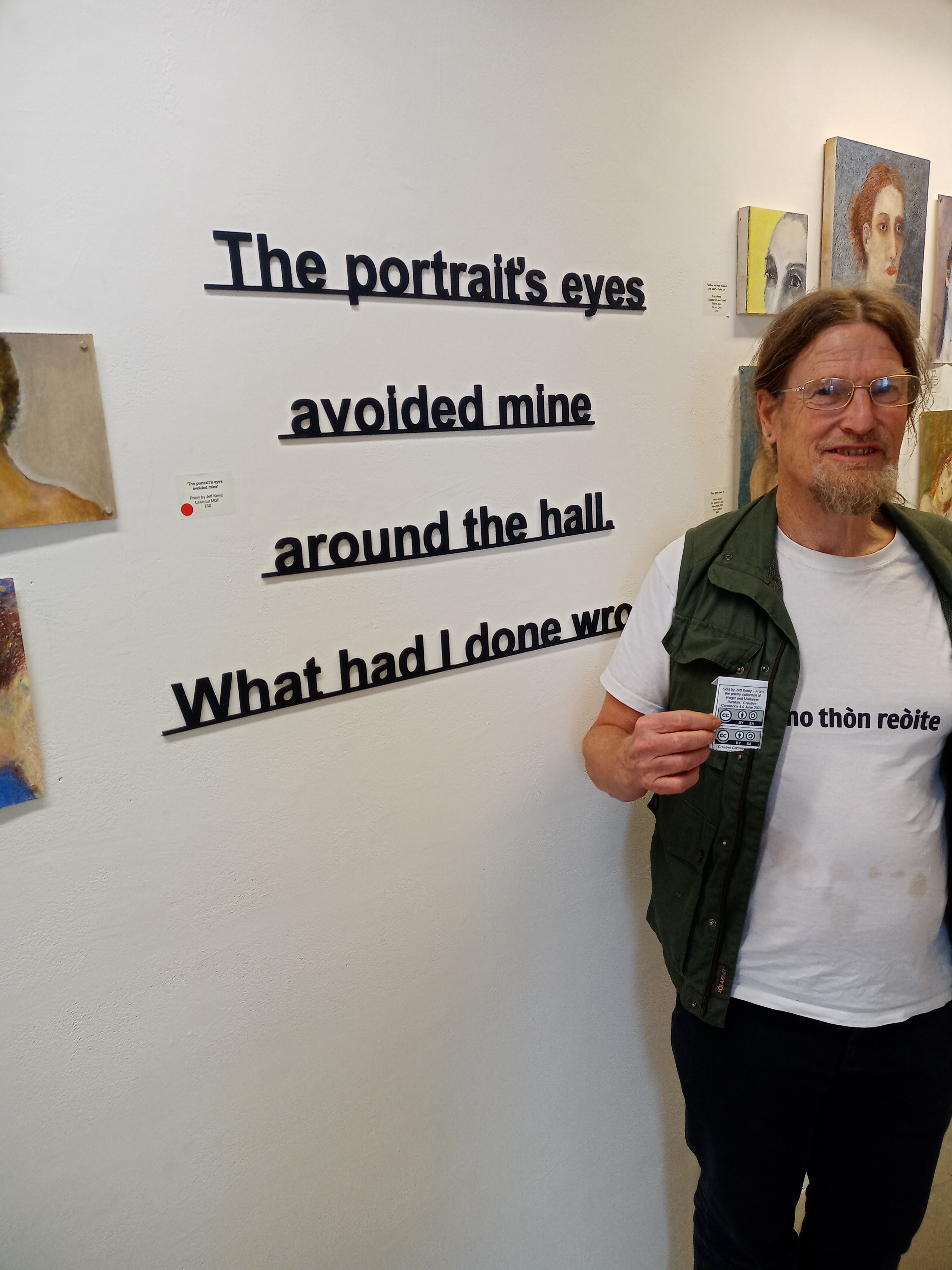
Поэт Джефф Кемп на фоне собственного хайку на английском

## Айнская поэзия

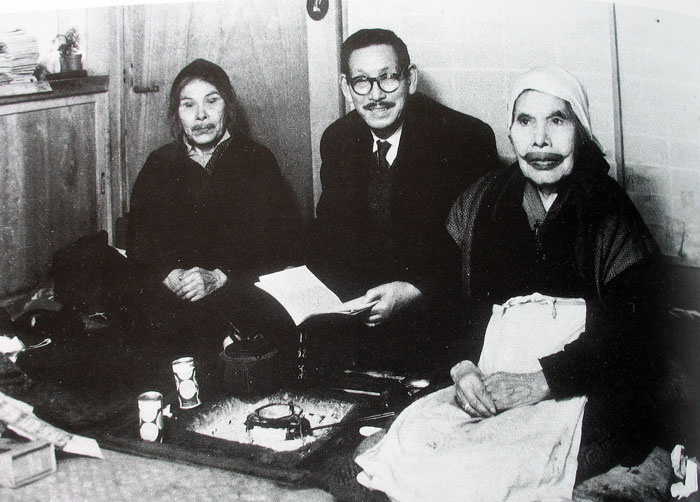
Имэкану, Кёсукэ Киндаити и сестра Имэкану, Нами

Айны исторически населяли южную часть Сахалина, Хоккайдо и северную часть Хонсю. После вытеснения их на Хоккайдо айны жили в относительной изоляции до 1669 года, когда начались их постоянные контакты с японцами; айны вели с ними торговлю и со временем стали зависеть от японских товаров. Основным поэтическим жанром были эпические предания, юкары, в которых отражалась история и культура этого народа, в частности, войны с охотцами. Большинство юкаров датируются X—XVI столетиями. После захвата айнских земель японцами в XVII столетии появились сказки-уэпэкэр, которые сочиняли в прозе. Первая публикация юкара состоялась в 1882 году, её организовал чиновник Хосэй Нагата; за ней последовали и другие работы по айнскому фольклору, в частности, важнейшие исследования фольклора сахалинских айнов провёл Бронислав Пилсудский, среди крупных собирателей фольклора были также Джон Батчелор, Имэкану, Юкиэ Тири, Николай Невский, Кёсукэ Киндаити, Ицухико Кубодэра. К 1950-м годам айны в массе забыли свой язык и ассимилировались, возрождение айнской культуры началось в 1970-х.
Поэзия айнов делится на лирическую импровизационную, эпическую, драматическую и ритуальную; умение правильно декламировать поэзию считалось одним из важнейших для мужчины. Эпосы содержат не только стихи, но и фрагменты в прозе; по теме они также разнятся, в них встречаются отступления от норм морали. Эпосы, излагающие мифологические сюжеты, могут быть как песнями с припевами («камуи-юкар», 200—1000 строк), так и прозой («камуи-уэпэкэр»), мифологические юкары о культурном герое называются оина. Героические эпосы-юкары обычно длиннее мифологических: они включают 5—7 тысяч куплетов, но могут иметь и 10 тысяч; в героических повествованиях нет припевов, они исполняются от первого лица, популярные персонажи — Пойяунпе на западе Хоккайдо и Пон Отасам-ун-кур (Оташут-ун-кур) на востоке. В юкарах встречаются отступления от норм морали, они имеют скорее развлекательную функцию, а не наставительную. Эпосы, исполняемые женщинами, составляли собственный жанр и именовались «мэноко-юкар». В целом границы между жанрами всегда были непрочными: часть сказок в прозе исполняли также в манере, типичной для камуи-юкар.
Сказители (юкар-кур) исполняли произведения сольно, аккомпанируя себе только редким постукиванием 30-сантиметровой деревяшки «рэпни» по очагу или полу, аудитория также постукивала собственными рэпни и иногда ритмично декламировала формулу «хэт! хэт!» хором. Ранние сказители исполняли произведения лёжа на земле и постукивая по животу рукой. Они могли быть любого пола; женщины-сказительницы иногда также были шаманками. Исполнение мифологических произведений было очень важно для айнов, их можно было услышать довольно часто; более длинные и сложные героические произведения же исполняли реже, так как для этого требовалось много часов; сказители иногда пропускали знакомые аудитории фрагменты при помощи присказки «омоммомо», но в целом им требовалось много практиковаться и долго готовиться к длинным выступлениям, которые могли длиться с утра до рассвета следующего дня и дольше.
Повествование в эпических жанрах всегда идёт от первого лица, в начале произведения личность лирического героя неизвестна; это типологически редкий стиль фольклорных произведений. Источником такого нарративного подхода, вероятно, был айнский шаманизм. В стихотворении могут быть пропуски, если герой или героиня теряют сознание либо умирают, но после этого всегда следует воскрешение, и история продолжается. Место действия сказаний не связано с местностью, где их исполняют.
Стихотворные произведения айнов делятся на строки с примерно одинаковым числом слогов, обычно 5, но нередки строки по 4—6 слогов, а иногда встречаются также как трёхсложные, так и восьмисложные. Из-за айнского полисинтетизма строку нередко целиком занимает единственный глагол; также имя героя Окикурми всегда оказывается на собственной строке. После каждой строки сказитель делает небольшую паузу, в которую при исполнении эпических произведений может добавляться рефрен-«сакэхэ», который помогает понять личность героя: если рассказчик говорит от имени кукушки, то в произведении будет сакэхэ «хан-каккок-каккок», так как «каккок» — это кукушка. Сакэхэ периодически меняются в пределах произведения. Рифма не используется, встречается аллитерация.

## Рюкюская поэзия

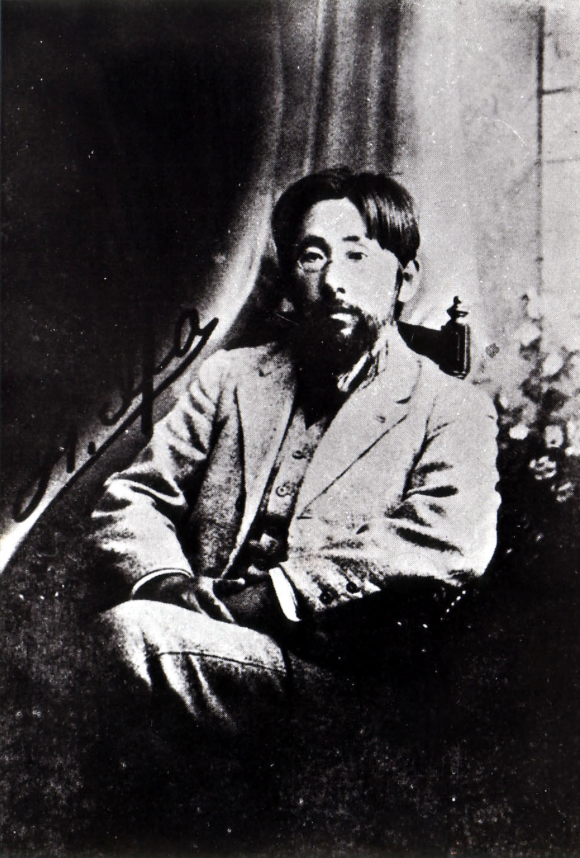
Фую Иха

Одна из не вполне ассимилированных автохтонных традиций Японии — поэзия Рюкю, независимого государства, занимавшего территорию современной префектуры Окинава и острова Амами и аннексированного Японией в 1874 году. Он имел собственную литературную традицию, но после установления японского владычества рюкюские языки были объявлены неполноценными диалектами японского языка, а традиции и культура систематически уничтожались. Во время Второй мировой войны Окинава стала полем битвы с американскими войсками, после чего была оккупирована США, но даже после возвращения префектуры Японии там остаётся множество американских военных баз, а американские военные имеют особый статус с юридической точки зрения.
Первой антологией поэзии царства Рюкю был Оморо-соси, составленный в нескольких изданиях в период с XVI по начало XVII века; древнейший сохранившийся манускрипт датирован 1710 годом. В 1925 году вышло обновлённое трёхтомное издание Оморо-соси, составленное Фую Ихой, а в 1965 — аннотированное издание Дзэнтю Накахары и Сюдзэна Хокамы. Помимо этого известны сборники жанров рюка и вака «Ироха-ута» (стихи в них расположены в алфавитном порядке, согласно Ирохе), «Окинавская коллекция» стихов-вака Гивана Тёхо (конец XIX века) и антология пародийных стихов на классическом китайском и окинавском языках «Кёги ироха сика».
Современная поэзия появилась на Окинаве после японской аннексии, местные поэты начали изучать японский язык и писать на нём. Творчество первых современных поэтов, Кунио Сэрэя и Ихи Фую, сочетало классические рюкюские размеры и новые жанры. Баку Яманокути писал стихи на японском, но добавлял в них окинавские слова и выражения, темой его поэзии часто становилась дискриминация рюкюсцев (он почти всю жизнь прожил в Токио); Иба Нантэцу с островов Яэяма писал стихи на сюжеты из фольклора и истории Рюкю.
Выжившие в Битве за Окинаву рюкюские поэты в основном писали свидетельства о пережитой травме:
Токудзо Макиминато рефлексировал насчёт своей роли в установлении японского милитаризма (он был солдатом), Сэйко Миядзато писал о времени пленения в Сибири и увиденную там тьму в людских сердцах, Сигэру Кацуяма использовал приёмы сюрреализма для описания ужасов войны, а Гисё Фунакоси едва выжил в войне, но после её окончания смог снова полюбить жизнь и стал сочинять лирическую поэзию, наполненную благоговением к природе родного края. Позже выросло поколение поэтов, возмущённых несправедливостями американской оккупации; к нему принадлежали Акира Аракава и Синъити Кавамицу. В 1960-х появились авторы, которые устали от открытой политизации поэзии; Масанобу Киёта сосредоточился на внутреннем мире людей, не отворачиваясь и от социальных проблем.
После возвращения Окинавы Японии литература региона расцвела благодаря сильно возросшему разнообразию печатной продукции. Современные окинавские поэты обсуждают вопрос использования рюкюских языков в поэзии: Юго Накадзато и Бэн Такара относятся к своему родному окинавскому как к официальному языку королевства Рюкю, не менее важному, чем японский, такой же подход к миякоскому языку используют Микио Ёнаха и Тосио Мацубара.
Главные поэтические жанры Рюкю, сохраняющиеся и поныне, — короткие стихотворения оморо и рюка, а также молитвы «уган». Выживанию жанра рюка угрожает переход молодёжи на японский.

### Комментарии
1. ↑  сэдока (яп. 旋頭歌 сэдо:ка)
2. ↑  катаута (яп. 片歌)
3. ↑  буссокусэкика (яп. 仏足石歌, буквально «стих Следа Будды»)
4. ↑  бун (яп. 文, кит. вэнь)
5. ↑  хицу (яп. 筆, кит. «би»)
6. ↑  ку (яп. 句, кит. цзюй)
7. ↑  си (яп. 詩, кит. ши)
8. ↑  техника чтения китайских иероглифов по-японски предполагает произношение китаизированного «онного» чтения, однако слова при этом переставляют в соответствии с порядком в японских предложениях; это явление именуется кундоку (яп. 訓読) либо ёмикудаси (яп. 読み下し)
9. ↑  эн (яп. 艶, «обворожительный, очаровательный, обаятельный»)
10. ↑  буквально стихи учения Шакьямуни (яп. 釈教歌 сяккё:ка)
11. ↑  гэдзю (яп. 偈頌, от будд. гатха)
12. ↑  Ки-но Найси (яп. 紀内侍), дочь Ки-но Цураюки
13. ↑  текст стихотворения: Бегу выполнять высочайший указ [срубить дерево], но медлю: что сказать камышовке, когда она спросит, где её дом? (яп. 勅なればいともかしこし鶯の宿はと問はばいかが答へむ)
14. ↑  Вака в старом стиле (яп. 旧派和歌 кю:ха вака)
15. ↑  Оутадокоро (яп. 大歌所 о:ута докоро)
16. ↑  «Утренняя звезда» (яп. 明星 мё:дзё:)
17. ↑  арэти (яп. 荒れ地, «пустошь»)
18. ↑  Пересмотренное издание Оморо-соси (яп. 更訂おもろそうし ко:тэй оморо со:си)
19. ↑  Аннотированный «Оморо-соси» (яп. 校本おもろさうし ко:хон оморо со:си)
20. ↑  Сэрэй Кунио (яп. 世禮國男)
21. ↑  Кацуяма Сигэру (яп. 克山滋)
22. ↑  Фунакоси Гисё (яп. 船越義彰)
23. ↑  Кавамицу Синъити (яп. 川満信一)
24. ↑  Киёта Масанобу (яп. 清田政信)
25. ↑  Накадзато Юго (яп. 中里友豪)
26. ↑  Ёнаха Микио (яп. 与那覇幹夫)
27. ↑  Мацубара Тосио (яп. 松原敏夫)

### Сноски
1. 1 2 3 4 5 6 7 8 9 10 11 12 13 14 15 16 17 18 19 20 21 22 23 24 25 26 27  Horton, 2012.
2. 1 2 3 4 5 6 7 8 9 10 11 12 13 14 15 16  Smits, 2012.
3. 1 2 3 4 5  Millay, 2002, p. 533.
4. 1 2 3 4 5 6  Millay, 2002, p. 534.
5. ↑  Millay, 2002, p. 543.
6. ↑  БСЭ, 1978.
7. ↑  Торопыгина, 2005.
8. ↑  Иваненко, 1967.
9. 1 2 3 4 5 6 7 8 9 10 11 12 13 14 15 16 17 18 19 20 21 22 23 24 25 26 27 28 29  Morton, 2012.
10. ↑  Millay, 2002, p. 534—535.
11. 1 2 3  Millay, 2002, p. 535.
12. ↑  Philippi, 1979, p. 1.
13. ↑  Philippi, 1979, p. 6—7.
14. ↑  Philippi, 1979, p. 8—9, 11.
15. ↑  Philippi, 1979, p. 11.
16. ↑  Philippi, 1979, p. 14.
17. ↑  Philippi, 1979, p. 17—19, 21.
18. ↑  Philippi, 1979, p. 16.
19. ↑  Philippi, 1979, p. 21—22.
20. 1 2 3  Philippi, 1979, p. 23.
21. 1 2  Накагава, 1998, p. 228.
22. ↑  Накагава, 1998, p. 228—229.
23. 1 2  Philippi, 1979, p. 24.
24. 1 2  Philippi, 1979, p. 25, 24.
25. ↑  Накагава, 1998, p. 230.
26. ↑  Philippi, 1979, p. 25—26.
27. ↑  Philippi, 1979, p. 24—25.
28. ↑  Накагава, 1998, p. 224.
29. 1 2 3  Philippi, 1979, p. 27.
30. ↑  Накагава, 1998, p. 225.
31. 1 2  Philippi, 1979, p. 28.
32. ↑  Philippi, 1979, p. 30.
33. ↑  Накагава, 1998, p. 227.
34. ↑  Philippi, 1979, p. 29.
35. 1 2  Oshiro, 2011, p. 135.
36. ↑  Nagano, 2022, p. 226.
37. ↑  Oshiro, 2011, p. 135—136.
38. ↑  Matsui, 1981, p. 29.
39. 1 2  Matsui, 1981, p. 30.
40. 1 2  Oshiro, 2011, p. 136.
41. ↑  Oshiro, 2011, p. 137.
42. ↑  Oshiro, 2011, p. 137—138.
43. ↑  Oshiro, 2011, p. 138.
44. ↑  Oshiro, 2011, p. 138—139.
45. ↑  Oshiro, 2011, p. 139.
46. 1 2  Oshiro, 2011, p. 140.
47. ↑  Nagano, 2022, p. 227.